# Катков, Павел Михайлович
Па́вел Миха́йлович Катко́в (князь Катко́в-Ша́ликов; 1856—1930) — русский генерал, сын знаменитого публициста Михаила Никифоровича Каткова.

## Биография
Родился 21 июня 1856 года. Происходил из потомственных дворян Московской губернии. Отец — Михаил Никифорович Катков, мать — Софья Петровна Шаликова, дочь князя Петра Ивановича Шаликова. По материнской линии унаследовал княжеский титул Шаликовых. Владел 5000 десятин земли в Московской губернии и на Кавказе.
Окончил лицей цесаревича Николая (1876) и юридический факультет Московского университета (1881) со степенью кандидата права.
Вступил в военную службу в 1881 году, был командирован в 1-й гусарский Сумский полк. В 1882 году поступил юнкером в Кавалергардский полк, в 1883 выдержал офицерский экзамен при 2-м военном Константиновском училище и был произведен корнетом того же полка. Позднее окончил Офицерскую кавалерийскую школу (1891).
Чины: поручик (1887), штабс-ротмистр (1892), ротмистр (1899), подполковник (1901), ротмистр (1901), полковник (1905), генерал-майор (1911).
В 1898—1900 годах — командир 3-го эскадрона Кавалергардского полка. С 1891 — делопроизводитель полкового суда, в 1892—1894 годах — заведующий Сводно-гвардейской фехтовальной командой, в 1895—1896 — заведующий полковой учебной командой.
С декабря 1900 года состоял в распоряжении принца А. П. Ольденбургского для борьбы с эпидемией чумы в Астраханской губернии.
26 марта 1901 покинул полк и перешел в Министерство внутренних дел, где занял должность штаб-офицера для особых поручений при министре внутренних дел, которую занимал до 1 мая 1907 года. В 1911—1914 годах вновь состоял при министре внутренних дел. С 17 октября 1915 по июль 1916 состоял в резерве чинов при штабе Петроградского военного округа.
С июля 1916 года — командир бригады 2-й Финляндской стрелковой дивизии.
С 1896 года был почётным членом совета Лицея цесаревича Николая. Состоял действительным членом Московского историко-родословного общества и Московского общества любителей аквариума и комнатных растений.
Участвовал в Первой мировой войне и Белом движении.
После Гражданской войны эмигрировал во Францию. Умер 26 августа 1930 года.

## Награды
- Орден Святого Станислава 3-й ст. (1889);
- Орден Святой Анны 3-й ст. (1893);
- Орден Святого Станислава 2-й ст. (1901).
- медаль «В память коронации Императора Александра III» (1883);
- медаль «В память коронации Императора Николая II» (1896).

Иностранные:
- персидский Орден Льва и Солнца 3-й ст.;
- бухарский Орден Золотой Звезды 3-й ст.;
- черногорский Орден Князя Даниила I 4-й ст.;
- французский Знак Академических пальм.

## Сочинения
- Проект обучения фехтованию на эспадронах в кавалерийских частях, в пешем строю и на конях. — СПб.: Типо-лит. Р. Голике, 1893.

## Семья
Был женат на Елене Александровне Демидовой (1874—1949), дочери камер-юнкера А. П. Демидова, внучке П. Г. Демидова. Их дети:
- Александра (1902—1975), в замужестве Куракина.
- Михаил (1903—?), носил фамилию Катков-Шаликов.
- Феликс (1914—1981), носил фамилию Катков-Шаликов, участник Второй мировой войны.